# 사육제 (슈만)

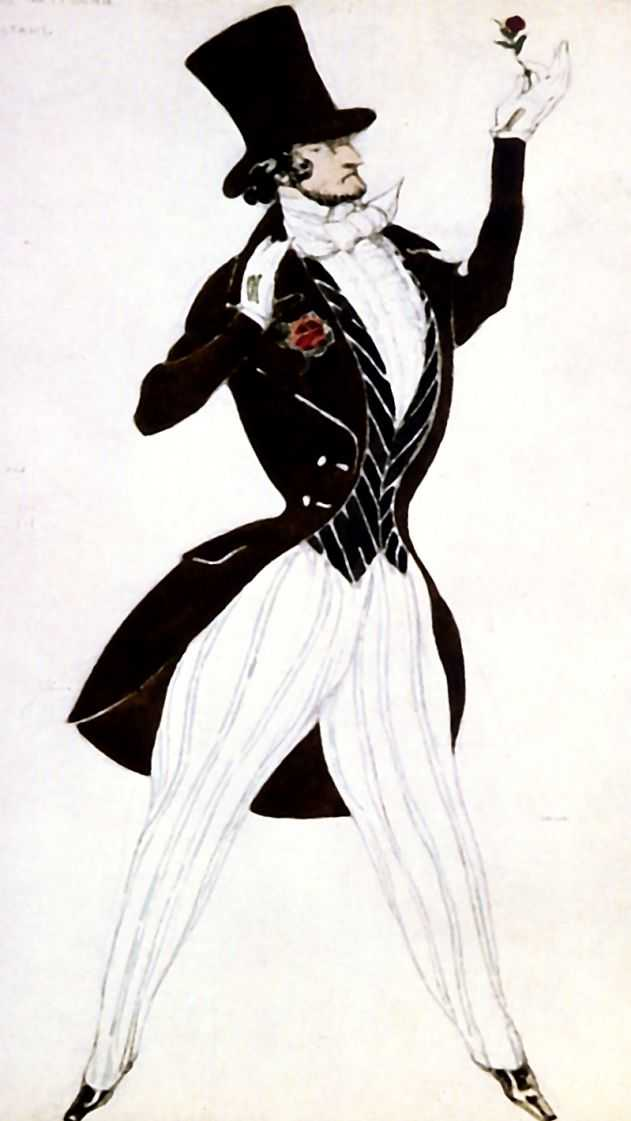

《사육제 작품번호 9》(謝肉祭, Carnaval)는 로베르트 슈만이 1834~5년에 작곡한 작품이다.

## 개요
슈만의 작품1로부터 23까지는 모두가 피아노곡이며, 비범하고 환상적(幻想的) 창조력이 넘치는 명곡이 많으나, 그 중에서도 이 사육제는 가장 많이 연주된다. 사육제 광경을 묘사한, 개개에 표제(標題)를 지니는 21곡의 소품으로 되어 있다.(8곡과 9곡 사이 '스핑크스'라는 번호없는 곡을 포함하면 22곡이다.) 1835년 작곡되고, '4개의 음표로 만들어진 작은 광경'이라는 부제가 붙어 있다. 이것은 슈만의 첫사랑의 여성 에르네스티네의 고향 앗슈의 철자(綴字)인 4음, 즉 A는 가음, S는 내림마음, C는 다음, H는 나음(또 SCH는 슈만의 최초의 3자에 해당한다)에 근거해서 만들어졌기 때문이다.  제1곡 <서곡>에서 사육제의 소란을 묘사하고, 이하 여러 모양의 이름이 붙은 소곡이 계속되며, 맨 나중에 다윗 동맹원의 힘찬 승리의 행진으로 끝나는 슈만의 기지에 넘친 명곡이다.